# Pahuayo San Miguel
Pahuayo San Miguel är en ort i Mexiko.   Den ligger i kommunen Tamazunchale och delstaten San Luis Potosí, i den sydöstra delen av landet, 200 km norr om huvudstaden Mexico City. Pahuayo San Miguel ligger 277 meter över havet och antalet invånare är 176.
Terrängen runt Pahuayo San Miguel är huvudsakligen kuperad, men västerut är den bergig. Terrängen runt Pahuayo San Miguel sluttar österut. Runt Pahuayo San Miguel är det ganska tätbefolkat, med 56 invånare per kvadratkilometer. Närmaste större samhälle är Tamazunchale, 2,2 km nordost om Pahuayo San Miguel. I omgivningarna runt Pahuayo San Miguel växer huvudsakligen savannskog.